# Gitte i april
Gitte i april er en dansk dokumentarfilm fra 1969 med instruktion og manuskript af Hans Kristensen.

## Handling
Denne artikel mangler et handlingsreferat. Hjælp os med at skrive det.